# Lantabat
Lantabat [lɑ̃tabat] ou Landibarre (en basque) est une commune française, située dans le département des Pyrénées-Atlantiques en région Nouvelle-Aquitaine. 
Ce nom correspond à la vallée incluant les villages originels : Ascombéguy (Azkonbegi, « œil de blaireau »), Behaune, Saint-Étienne (Jondohozti ou Jandonozti) et Saint-Martin (Donamarti).
Le gentilé est Landibartar.

## Géographie

### Localisation
La commune de Lantabat se trouve dans le département des Pyrénées-Atlantiques, en région Nouvelle-Aquitaine.
Elle se situe à 101 km par la route de Pau, préfecture du département, à 54 km de Bayonne, sous-préfecture, et à 14 km de Saint-Palais, bureau centralisateur du canton du Pays de Bidache, Amikuze et Ostibarre dont dépend la commune depuis 2015 pour les élections départementales.
La commune fait en outre partie du bassin de vie de Saint-Palais.
Les communes les plus proches sont : 
Larceveau-Arros-Cibits (3,0 km), Ostabat-Asme (4,4 km), Ainhice-Mongelos (5,6 km), Gamarthe (5,6 km), Iholdy (5,8 km), Ibarrolle (6,0 km), Suhescun (6,2 km), Bunus (6,3 km).

### Histoire
Sur le plan historique et culturel, Lantabat fait partie de la province de la Basse-Navarre, un des sept territoires composant le Pays basque,. La Basse-Navarre en est la province la plus variée en ce qui concerne son patrimoine, mais aussi la plus complexe du fait de son morcellement géographique. Depuis 1999, l'Académie de la langue basque ou Euskalzaindia divise la Basse-Navarre en six zones,. D'après l'Académie de la langue basque la commune est dans l'Ostabarret (Oztibarre), au sud-est de ce territoire. Toutefois historiquement la vallée de Lantabat est un territoire autonome possédant sa propre assemblée la représentant au Parlement du royaume de Navarre.

### Communes limitrophes
Les communes limitrophes sont  Ainhice-Mongelos, Armendarits, Beyrie-sur-Joyeuse, Iholdy, Larceveau-Arros-Cibits, Orsanco, Ostabat-Asme et Suhescun.
| Armendarits | Beyrie-sur-Joyeuse | Orsanco (sur 50 m)     |
| Iholdy      | Lantabat           | Ostabat-Asme           |
| Suhescun    | Ainhice-Mongelos   | Larceveau-Arros-Cibits |

### Géologie, sismicité
La région est une région de flyschs du Crétacé supérieur, très épais (plusieurs kilomètres) et à fort pendage. Ce type de terrain est peu propice aux captages d'eau, inexistants sur la commune qui est alimentée par les sources Zahagui et Hastokia à Hosta et Ur Belcha à Musculdy dépendantes du massif karstique des Arbailles.
La région est située en zone sismique 4 correspondant à un risque moyen. L'évènement récent (depuis 1980) le plus important s'est produit en 2012. Situé à 5 km de profondeur, sa magnitude était ML=2,2, donc trop faible pour être ressenti.

### Hydrographie

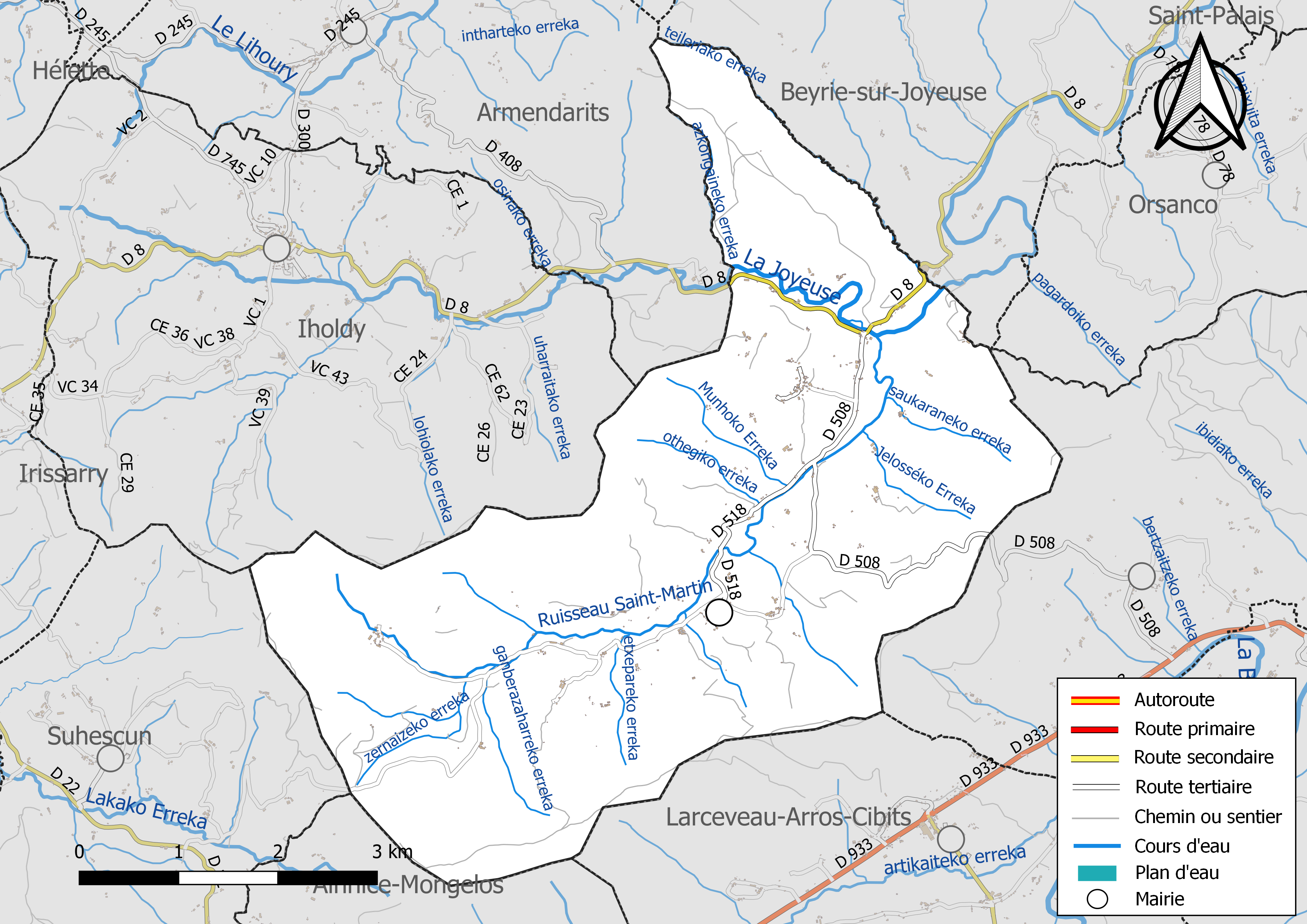
Réseaux hydrographique et routier de Lantabat.

La commune est drainée par la Joyeuse, le ruisseau Saint-Martin, Azkongarateko erreka, un bras de la Joyeuse, Cernaiseko erreka, Etchepaldeko erreka, Gamberazahareko erreka, Jelosseko erreka, Munhoko erreka, Otheguiko erreka, Saucaneko erreka, Teilerako erreka, et par divers petits cours d'eau, constituant un réseau hydrographique de 33 km de longueur totale,.
La Joyeuse, d'une longueur totale de 26,7 km, prend sa source dans la commune d'Iholdy et s'écoule vers le nord-est. Elle traverse la commune et se jette dans la Bidouze à Amendeuix-Oneix, après avoir traversé 7 communes.

### Climat
Pour des articles plus généraux, voir Climat de la Nouvelle-Aquitaine et Climat des Pyrénées-Atlantiques.
Historiquement, la commune est exposée à un micro climat océanique basque.  
En 2020, Météo-France publie une typologie des climats de la France métropolitaine dans laquelle la commune est exposée à un climat de montagne et est dans la région climatique Pyrénées atlantiques, caractérisée par une pluviométrie élevée (>1 200 mm/an) en toutes saisons, des hivers très doux (7,5 °C en plaine) et des vents faibles.
Pour la période 1971-2000, la température annuelle moyenne est de 13,6 °C, avec une amplitude thermique annuelle de 13,1 °C. Le cumul annuel moyen de précipitations est de 1 586 mm, avec 12,6 jours de précipitations en janvier et 9,2 jours en juillet. Pour la période 1991-2020, la température moyenne annuelle observée sur la station météorologique la plus proche, située sur la commune de Bustince-Iriberry à 9 km à vol d'oiseau, est de 13,9 °C et le cumul annuel moyen de précipitations est de 1 327,4 mm,. Pour l'avenir, les paramètres climatiques de la commune estimés pour 2050 selon différents scénarios d’émission de gaz à effet de serre sont consultables sur un site dédié publié par Météo-France en novembre 2022.

### Milieux naturels et biodiversité

#### Réseau Natura 2000
Le réseau Natura 2000 est un réseau écologique européen de sites naturels d'intérêt écologique élaboré à partir des Directives « Habitats » et « Oiseaux », constitué de zones spéciales de conservation (ZSC) et de zones de protection spéciale (ZPS).
Un site Natura 2000 a été défini sur la commune au titre de la « directive Habitats » : « la Bidouze (cours d'eau) », d'une superficie de 2 570 ha, un vaste réseau hydrographique drainant les coteaux du Pays basque,.

#### Zones naturelles d'intérêt écologique, faunistique et floristique
L’inventaire des zones naturelles d'intérêt écologique, faunistique et floristique (ZNIEFF) a pour objectif de réaliser une couverture des zones les plus intéressantes sur le plan écologique, essentiellement dans la perspective d’améliorer la connaissance du patrimoine naturel national et de fournir aux différents décideurs un outil d’aide à la prise en compte de l’environnement dans l’aménagement du territoire.
Deux ZNIEFF de type 2 sont recensées sur la commune, : 
- les « landes, bois et prairies du bassin de la Bidouze » (11 263,46 ha), couvrant 25 communes du département[29] ;
- le « réseau hydrographique de la Bidouze et annexes hydrauliques » (2 867,4 ha), couvrant 30 communes dont 1 dans les Landes et 29 dans les Pyrénées-Atlantiques[30].

## Urbanisme

### Typologie
Au 1er janvier 2024, Lantabat est catégorisée commune rurale à habitat très dispersé, selon la nouvelle grille communale de densité à sept niveaux définie par l'Insee en 2022.
Elle est située hors unité urbaine et hors attraction des villes,.

### Occupation des sols

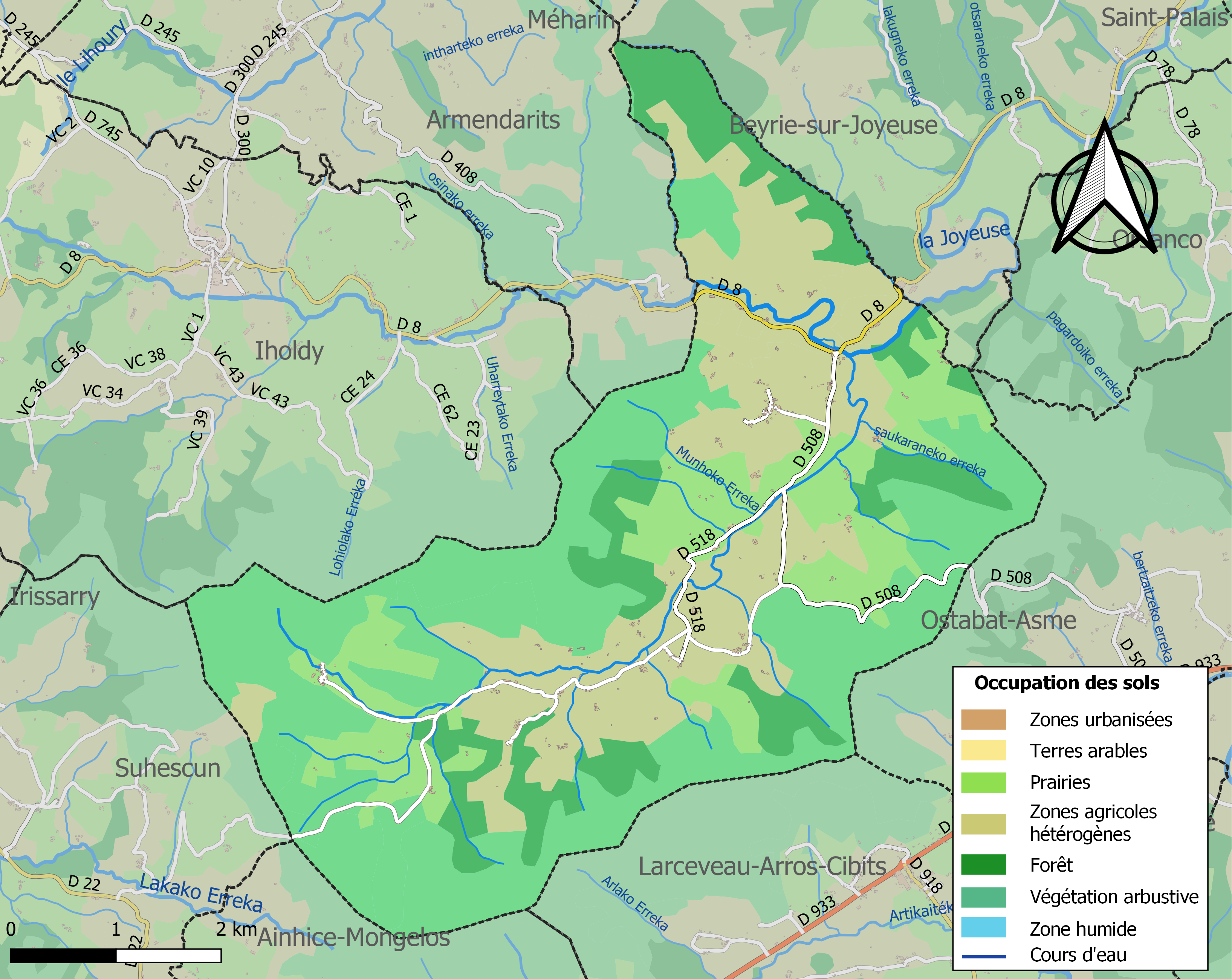
Carte des infrastructures et de l'occupation des sols de la commune en 2018 (CLC).

L'occupation des sols de la commune, telle qu'elle ressort de la base de données européenne d’occupation biophysique des sols Corine Land Cover (CLC), est marquée par l'importance des forêts et milieux semi-naturels (54,6 % en 2018), en diminution par rapport à 1990 (57,9 %). La répartition détaillée en 2018 est la suivante : 
milieux à végétation arbustive ou herbacée (40,9 %), zones agricoles hétérogènes (29 %), prairies (16,3 %), forêts (13,8 %). L'évolution de l’occupation des sols de la commune et de ses infrastructures peut être observée sur les différentes représentations cartographiques du territoire : la carte de Cassini (XVIIIe siècle), la carte d'état-major (1820-1866) et les cartes ou photos aériennes de l'IGN pour la période actuelle (1950 à aujourd'hui).

### Lieux-dits et hameaux
- Achurdé ;
- Azkonbegi ou Ascombéguy ;
- Béhaune ;
- Gasteluzahare ;
- Haltacolepua ;
- Ilharre Mounko ;
- Luisenialdea ;
- Saint-Étienne ;
- Saint-Martin.

### Logement
En 2018 les 141 résidences se partagent en 120 maisons (85,1%) et 20 appartements (14,2%). Le nombre moyen de pièces est de 5,9 pour les maisons et 4,4 pour les appartements.
|             | nombre | pourcentage |
| ----------- | ------ | ----------- |
| résidences  | 141    | ---         |
| principales | 107    | 75,9        |
| secondaires | 21     | 14,9        |
| vacantes    | 13     | 9,2         |

|            | nombre | pourcentage |
| ---------- | ------ | ----------- |
| avant 1919 | 43     | 40,6        |
| 1919-1945  | 11     | 10,4        |
| 1946-1970  | 9      | 8,5         |
| 1971-1990  | 15     | 14,2        |
| 1991-2005  | 15     | 14,2        |
| 2006-2015  | 13     | 12,3        |

### Voies de communication et transports
La commune est desservie par les routes départementales D 8 Saint-Palais-Iholdy, la D 508 reliant la D8 à Ostabat-Asme par le col d'Ipharlatze et la D 518 reliant la D 508 à la D 22 par le col des Palombières.
La gare TER la plus proche est celle de Saint-Jean-Pied-de-Port à 18,8 km (ligne Saint-Jean-Pied-de-Port - Bayonne).
La gare TGV la plus proche est celle d'Orthez à 49,8 km (ligne Tarbes - Paris Montparnasse).
L'aéroport le plus proche est celui de Biarritz à 54,7 km.
95,3 % des ménages ont au moins une voiture et 52,3 % en ont deux ou plus en 2018.
Les transports utilisés en 2018 pour se rendre au travail sont les suivants :
| pas de déplacement        | 24,1 % |
| marche, roller, patinette | 9,5 %  |
| vélo (y compris VAE)      | 0      |
| 2 roues motorisées        | 1,7 %  |
| voiture                   | 64,7 % |
| transport en commun       | 0      |

### Risques majeurs
Le territoire de la commune de Lantabat est vulnérable à différents aléas naturels : météorologiques (tempête, orage, neige, grand froid, canicule ou sécheresse), inondations, feux de forêts et séisme (sismicité moyenne). Un site publié par le BRGM permet d'évaluer simplement et rapidement les risques d'un bien localisé soit par son adresse soit par le numéro de sa parcelle.
Certaines parties du territoire communal sont susceptibles d’être affectées par le risque d’inondation par une crue torrentielle ou à montée rapide de cours d'eau, notamment la Joyeuse. La commune a été reconnue en état de catastrophe naturelle au titre des dommages causés par les inondations et coulées de boue survenues en 1982, 1983, 2008, 2009 et 2014,.
Lantabat est exposée au risque de feu de forêt. En 2020, le premier plan de protection des forêts contre les incendies (PDPFCI) a été adopté pour la période 2020-2030. La réglementation des usages du feu à l’air libre et les obligations légales de débroussaillement dans le département des Pyrénées-Atlantiques font l'objet d'une consultation de public ouverte du 16 septembre au 7 octobre 2022,.

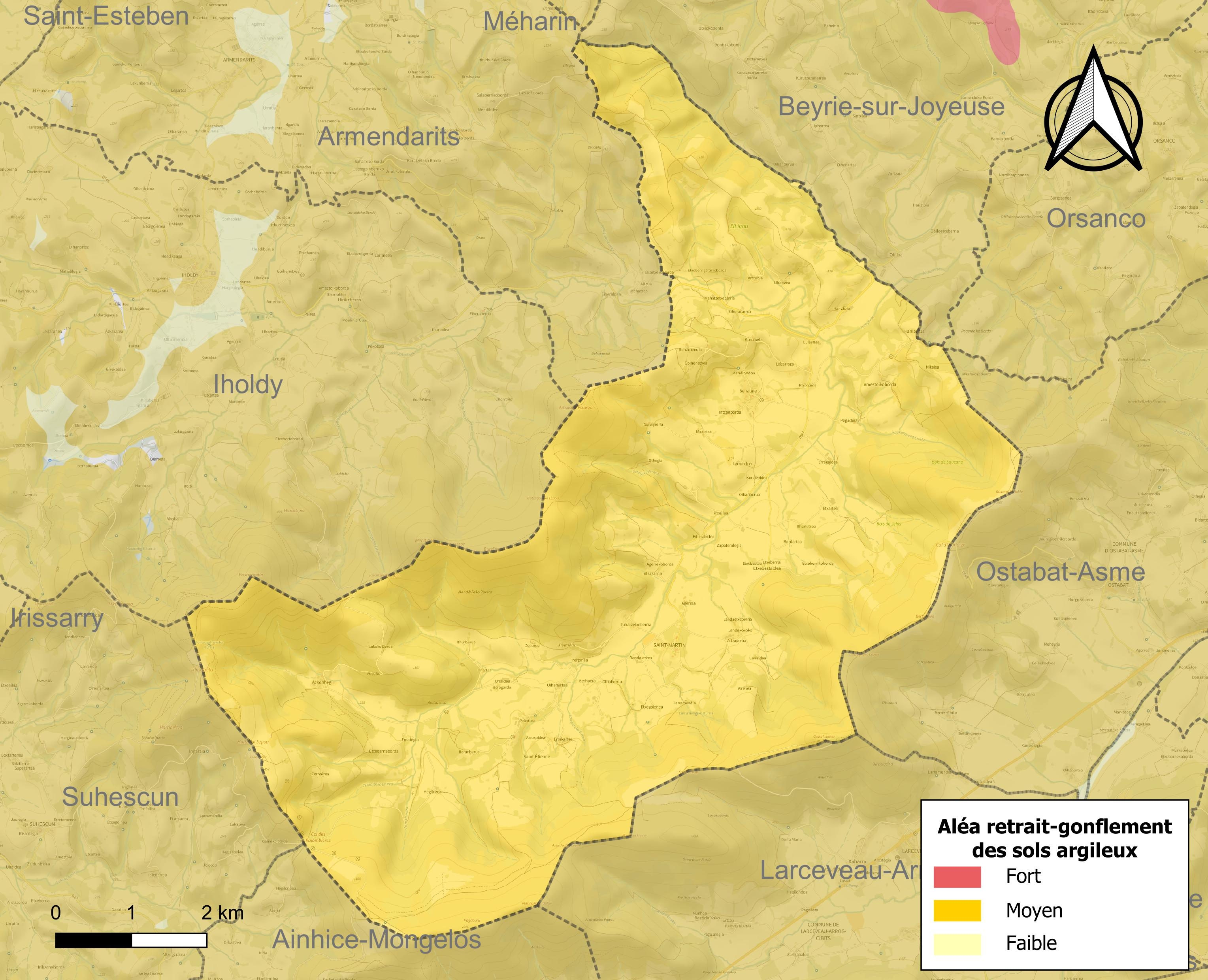
Carte des zones d'aléa retrait-gonflement des sols argileux de Lantabat.

Le retrait-gonflement des sols argileux est susceptible d'engendrer des dommages importants aux bâtiments en cas d’alternance de périodes de sécheresse et de pluie. La totalité de la commune est en aléa moyen ou fort (59 % au niveau départemental et 48,5 % au niveau national). Depuis le 1er octobre 2020, en application de la loi ELAN, différentes contraintes s'imposent aux vendeurs, maîtres d'ouvrages ou constructeurs de biens situés dans une zone classée en aléa moyen ou fort,.

## Toponymie
Son nom basque est Landibarre (« vallée de la lande »).
Le toponyme Lantabat est mentionné dès le XIIe siècle,.
D'après Philippe Veyrin, bat provient du gascon et signifie « val ». On retrouve alors la même signification que dans le toponyme basque Landibarre.
Achurdé désigne l'actuel col des Palombières entre Lantabat et Ainhice-Mongelos.

## Histoire
Les premiers aménagements de la vallée de Lantabat sont dus aux moines cisterciens de la « grange » de Behaune qui, par un don de Pierre-Arnaud de Luxe, hébergera à partir de 1227 un prieuré-hôpital des prémontrés de l'abbaye de Lahonce. Cet établissement est tenu par des donats et est situé sur un chemins de Compostelle secondaire partant d'Harambeltz et rejoignant Jaxu par le col d'Achurde (col des Palombières), évitant ainsi les « mauvais péages de l'Ostabarret ».
Les Luxe, barons de Luxe, Lantabat et Ostabat depuis le XIe siècle deviennent vassaux du roi de Navarre Sanche VII le Fort en 1196, lequel installe dans la région des fidèles comme les Harambure (Aramburu) après la bataille de Las Navas de Tolosa.
Dès cette époque et jusqu'au XVIIIe siècle les habitants de la vallée étaient rassemblés dans une mande indépendante des régions voisines. Les cours générales (juntes) se réunisaient à Saint-Martin,.

## Politique et administration

### Administration
| Période                                  | Période  | Identité                 | Étiquette | Qualité     |
| ---------------------------------------- | -------- | ------------------------ | --------- | ----------- |
| 1806                                     |          | Jean Sallaberry          |           |             |
| 1808                                     | 1819     | Charles Eliceiry         |           |             |
| 1819                                     | 1829     | Jean-Pierre Etcheverry   |           |             |
| 1837                                     |          | Jean Goyheneche          |           | agriculteur |
| 1872                                     |          | Inchauspé                |           |             |
| 1876                                     | 1880     | Lagourgue                |           |             |
| 1911                                     |          | Jean-Baptiste Etcheverry |           |             |
| 1948                                     | 1950     | Jean-Pierre Sainte-Marie |           |             |
| 1951                                     | 1954     | Jean-Pierre Lagourgue    |           |             |
| 1995                                     | 2001     | Jean-Louis Hitta         |           |             |
| 2001                                     | 2020     | Yves Ondars              |           |             |
| 2020                                     | En cours | Patrick Etchegaray       |           | agriculteur |
| Les données manquantes sont à compléter. |          |                          |           |             |

### Intercommunalité
Lantabat appartient à cinq structures intercommunales :
- la communauté d'agglomération du Pays Basque ;
- le syndicat AEP de l'Ostabarret ;
- le syndicat d’énergie des Pyrénées-Atlantiques ;
- le syndicat intercommunal pour l'aménagement et la gestion de l'abattoir de Saint-Jean-Pied-de-Port ;
- le syndicat intercommunal pour le soutien à la culture basque.

## Population et société

### Démographie
L'évolution du nombre d'habitants est connue à travers les recensements de la population effectués dans la commune depuis 1793. Pour les communes de moins de 10 000 habitants, une enquête de recensement portant sur toute la population est réalisée tous les cinq ans, les populations de référence des années intermédiaires étant quant à elles estimées par interpolation ou extrapolation. Pour la commune, le premier recensement exhaustif entrant dans le cadre du nouveau dispositif a été réalisé en 2008.

En 2022, la commune comptait 287 habitants, en évolution de −1,03 % par rapport à 2016 (Pyrénées-Atlantiques : +3,78 %, France hors Mayotte : +2,11 %).
| 1793 | 1800 | 1806 | 1821 | 1831 | 1836 | 1841 | 1846 | 1851 |
| ---- | ---- | ---- | ---- | ---- | ---- | ---- | ---- | ---- |
| 686  | 727  | 778  | 793  | 867  | 874  | 843  | 801  | 799  |

| 1856 | 1861 | 1866 | 1872 | 1876 | 1881 | 1886 | 1891 | 1896 |
| ---- | ---- | ---- | ---- | ---- | ---- | ---- | ---- | ---- |
| 757  | 711  | 664  | 605  | 607  | 624  | 621  | 577  | 566  |

| 1901 | 1906 | 1911 | 1921 | 1926 | 1931 | 1936 | 1946 | 1954 |
| ---- | ---- | ---- | ---- | ---- | ---- | ---- | ---- | ---- |
| 572  | 566  | 553  | 516  | 528  | 506  | 520  | 510  | 432  |

| 1962 | 1968 | 1975 | 1982 | 1990 | 1999 | 2006 | 2008 | 2013 |
| ---- | ---- | ---- | ---- | ---- | ---- | ---- | ---- | ---- |
| 402  | 408  | 339  | 313  | 307  | 284  | 293  | 295  | 298  |

| 2018 | 2022 | - | - | - | - | - | - | - |
| ---- | ---- | - | - | - | - | - | - | - |
| 279  | 287  | - | - | - | - | - | - | - |

## Économie

### Emploi et revenus
En 2019 le revenu médian par unité de consommation est de 17 460 € contre 22 040 € pour l'ensemble des Français.
En 2018 les résidents occupent 116 emplois dont 70 sont situés sur la commune. Ils se répartissent de la façon suivante :
| salarié     | 64 | fonction publique, CDI | 58  |
|             |    | CDD                    | 5   |
|             |    | Emploi aidé            | --- |
|             |    | apprentissage, stage   | 1   |
| non-salarié | 52 | indépendant            | 42  |
|             |    | employeur              | 7   |
|             |    | aide familial          | 3   |

L'activité est principalement agricole. La commune fait partie de la zone d'appellation de l'ossau-iraty.

## Équipements
Enseignement
La commune dispose d'une école primaire, au hameau de Béhaune.

## Culture locale et patrimoine

### Patrimoine civil

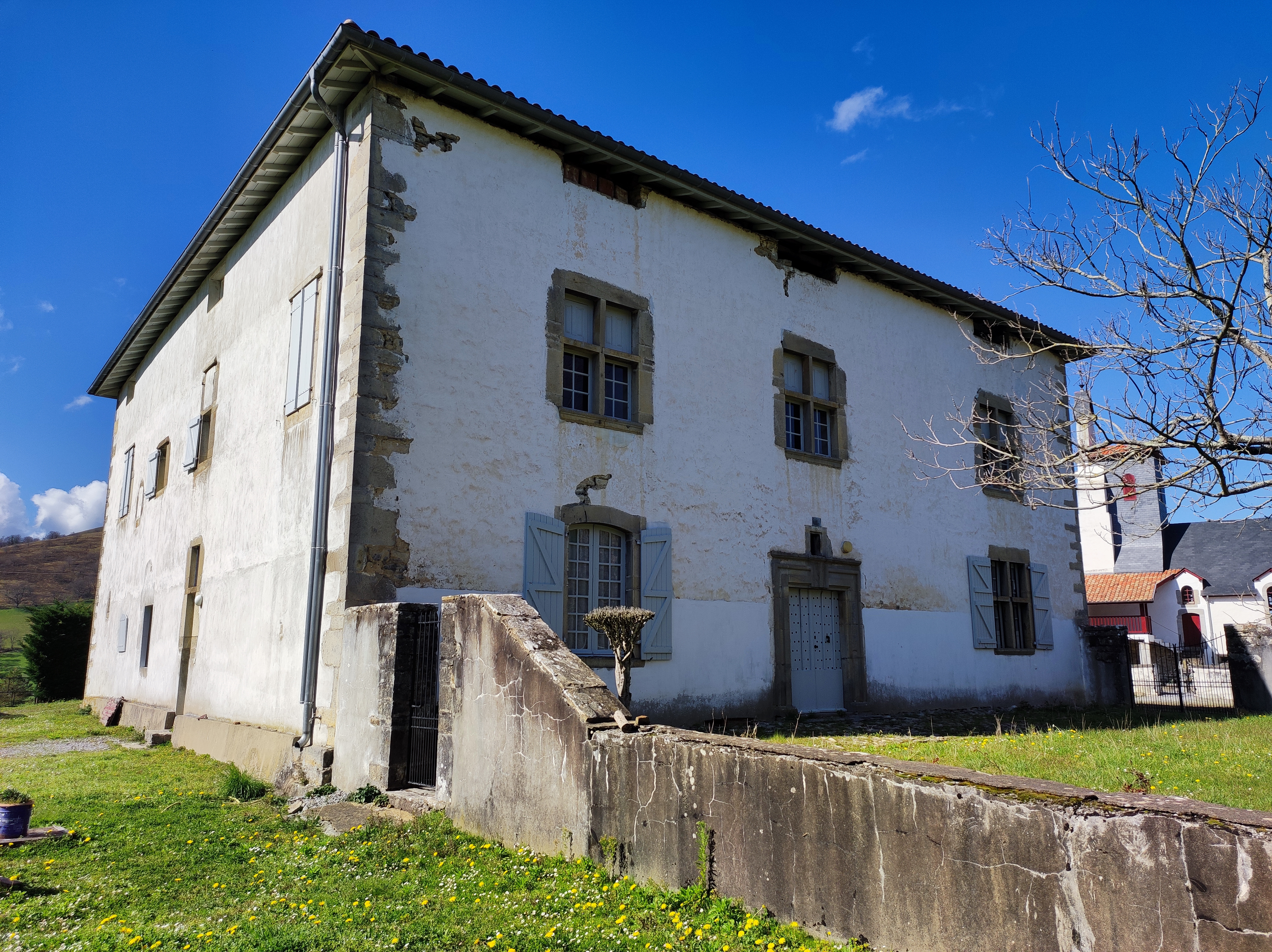
Maison forte Elizeria à Saint-Martin.
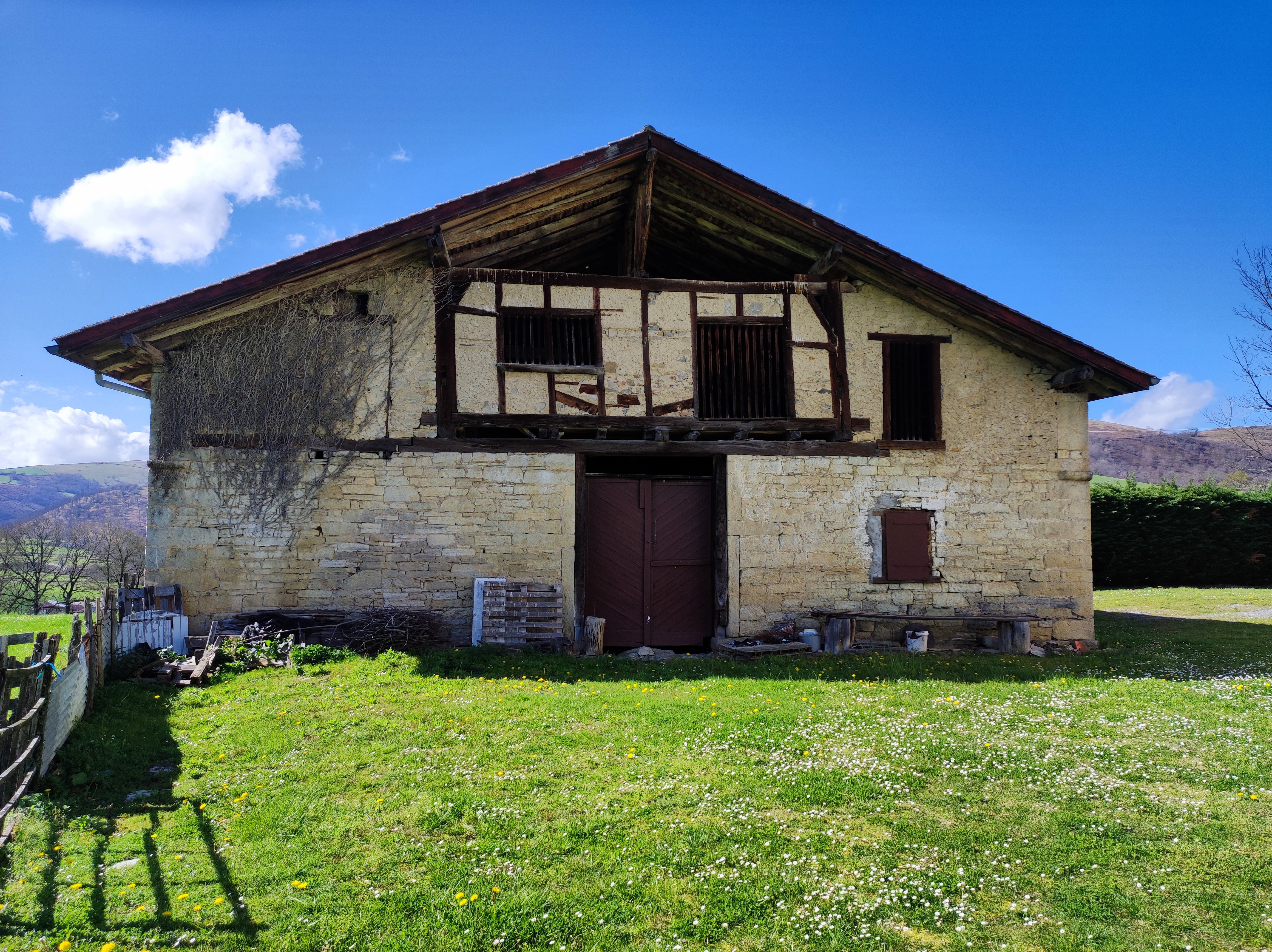
Ferme Elizeria à Saint-Martin.
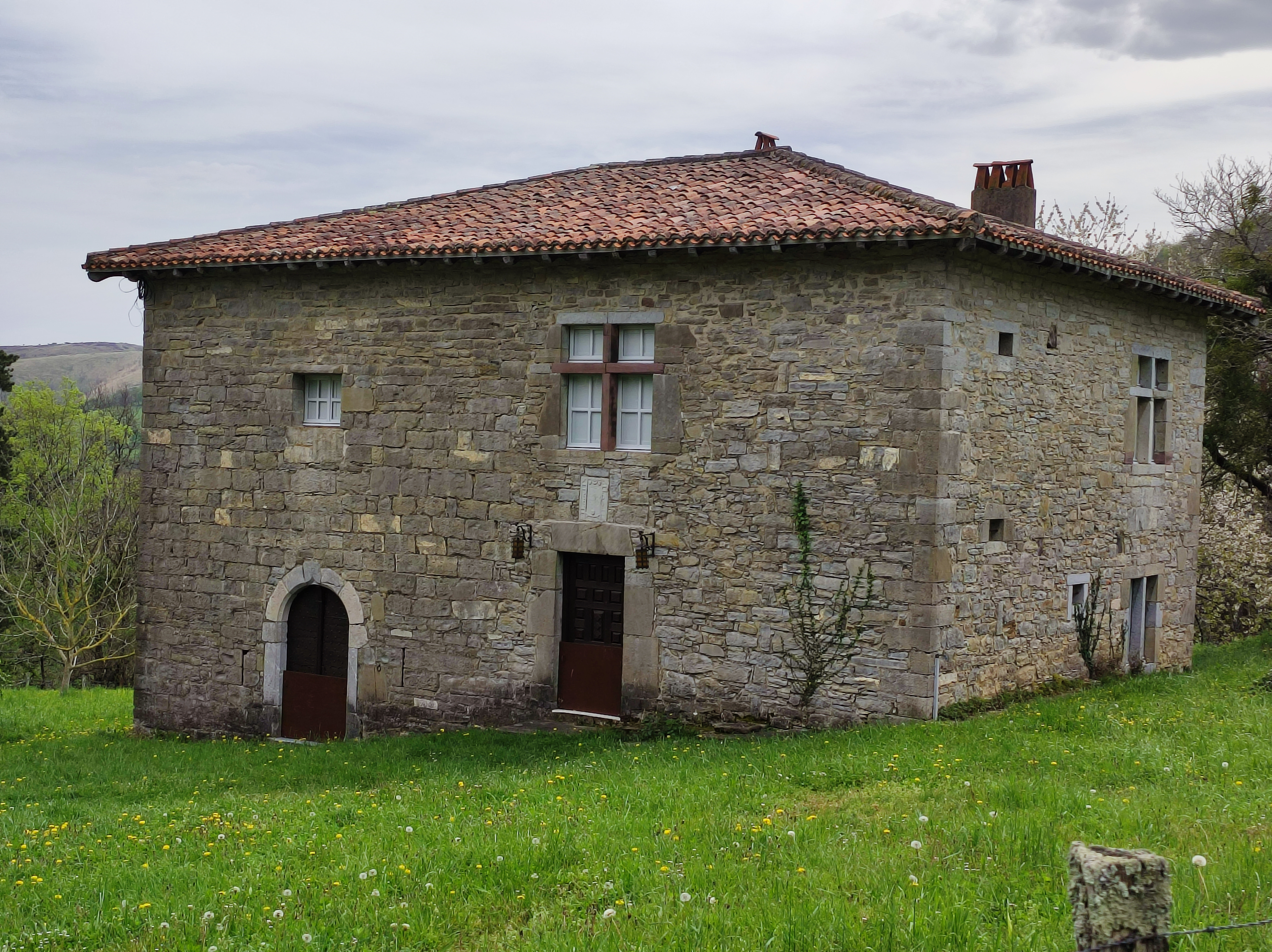
Maison forte Donosteia à Saint-Étienne.

- Une enceinte protohistorique fortifiée[63] (également sur les communes d'Ostabat-Asme et de Larceveau-Arros-Cibits) se trouve au lieu-dit Gasteluzahare[Carte 8]. Cette enceinte, située à 472 m d'altitude et couvrant environ 1 ha comportait 7 lignes de défense constituées de parapets de terre[64]. Les fragments des plus anciennes poteries trouvées sur place remontent au IIe siècle avant notre ère. Cette enceinte était utilisée pour la défense contre les incursions celtes ou lors de conflits locaux.
- Une enceinte à gradins protohistorique, à 571 m d'altitude et couvrant 5 ha (également sur la commune d'Iholdy) est visible au lieu-dit Hoxahandia[64],[Carte 8].
- Une autre enceinte de 2 ha, à 522 m d'altitude (également sur la commune de Suhescun) se trouve entre les lieux-dit Harribelza et Ixtilzarreta[65],[64],[Carte 8].
- La maison de maître dite Elizeiria à Saint-Martin[66] date du XIVe siècle.
- La maison forte Donozteia à Saint-Étienne[67] date également du XIVe siècle. Les armoiries du linteau ont été martelées en 1793 pour échapper à la confiscation[68].
- Les fermes Elizeiriko Borda[69], dépendance de la maison Elizeiria, et Iturburua à Ascombeguy[70] datent du XVIIe siècle.
- Des maisons des XVIIe, XVIIIe et XIXe siècles[71] sont inventoriées par le ministère de la Culture.

### Patrimoine religieux

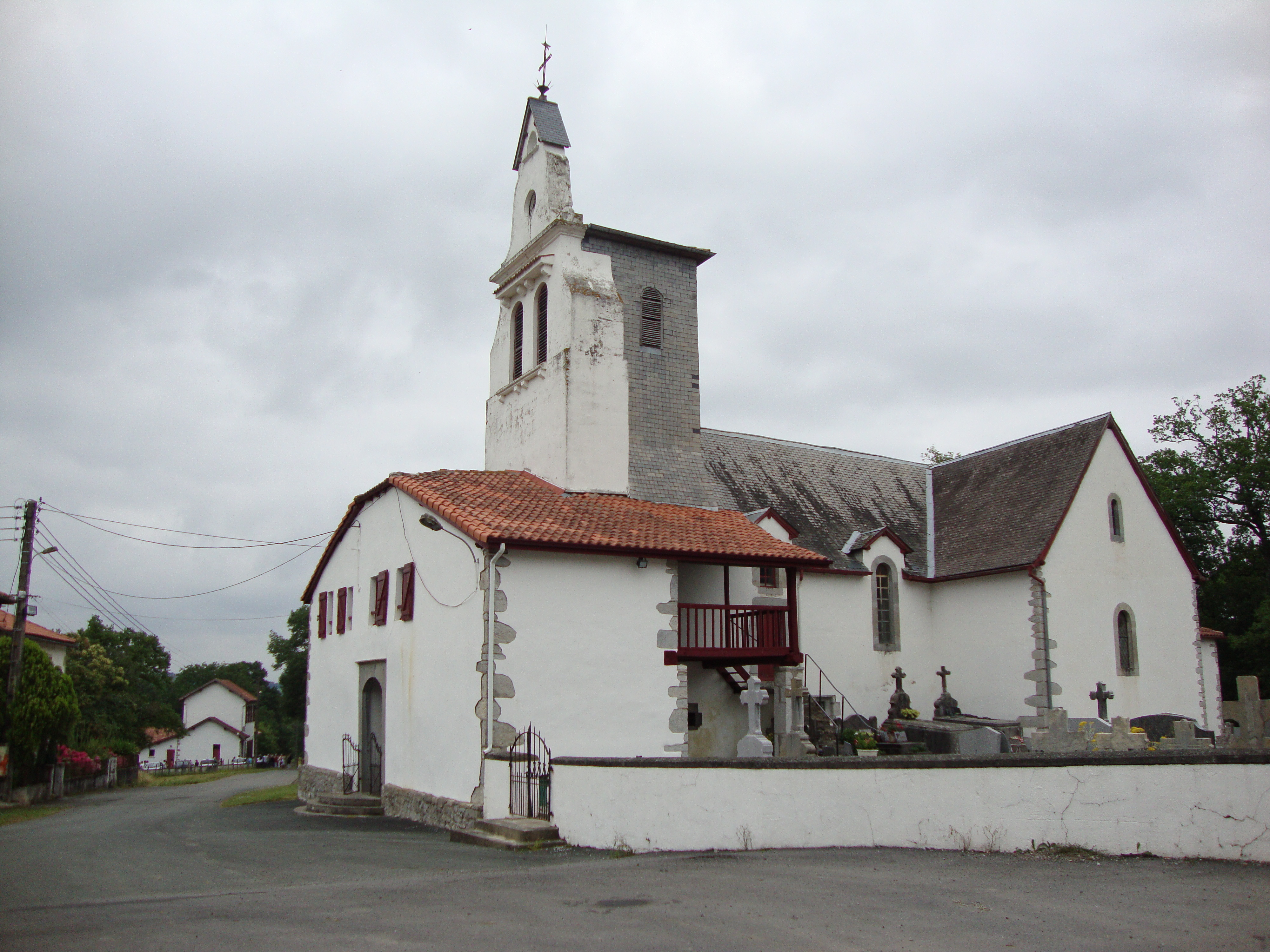
Église Saint-Martin-de-Tours.
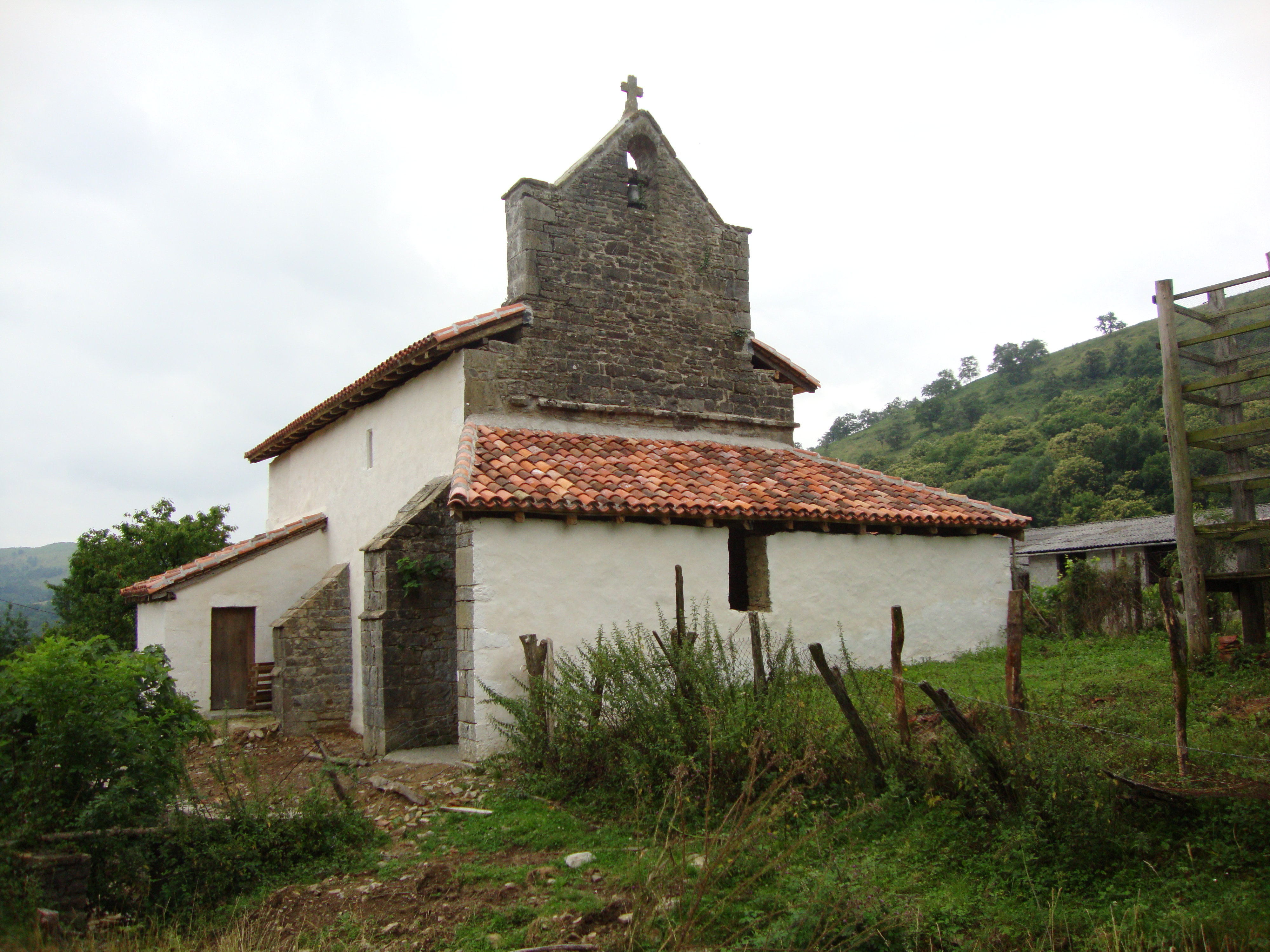
Chapelle Saint-Cyprien-de-Carthage à Ascombéguy (site protégé).
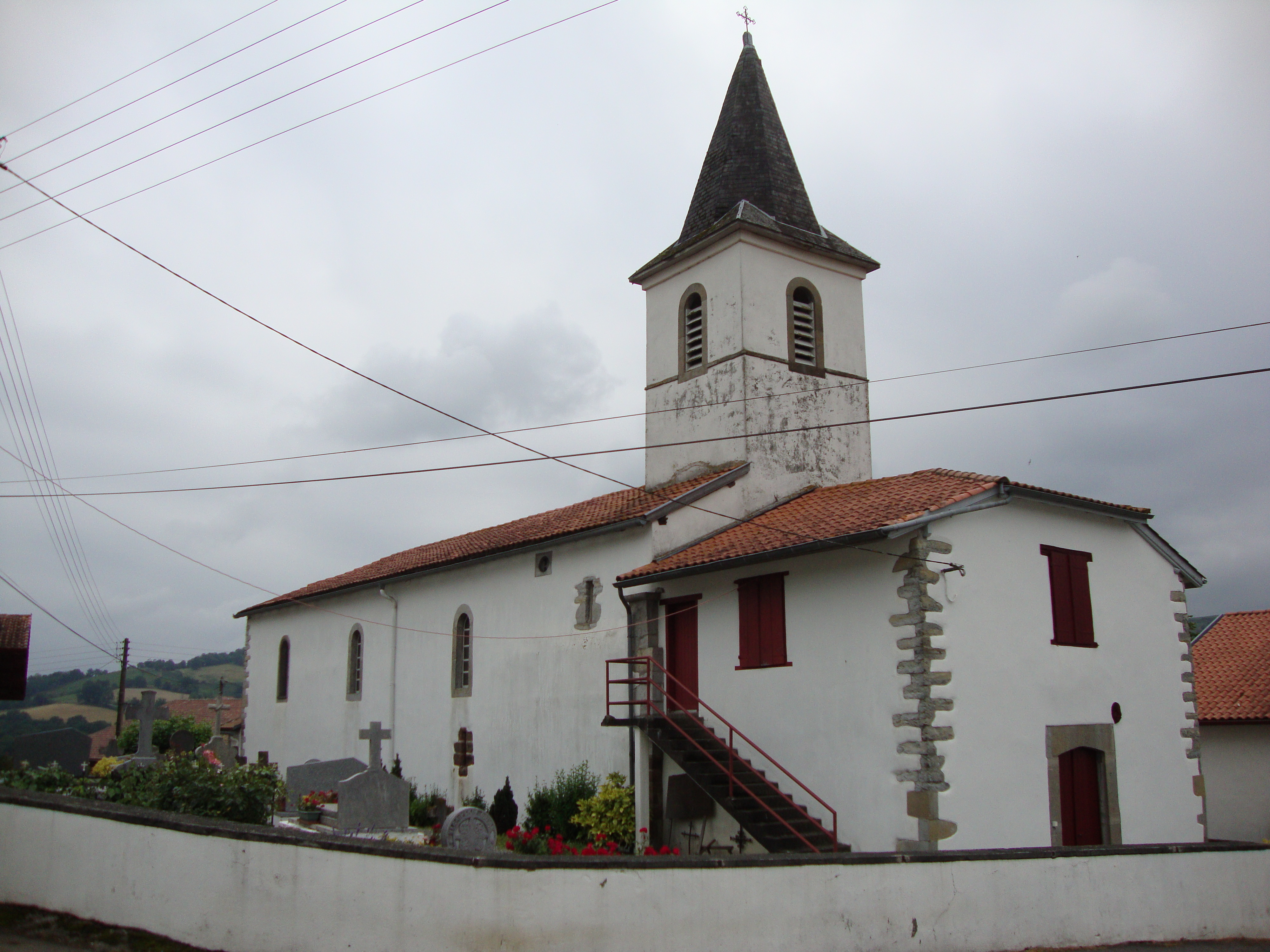
Chapelle Saint-Pierre de Behaune.
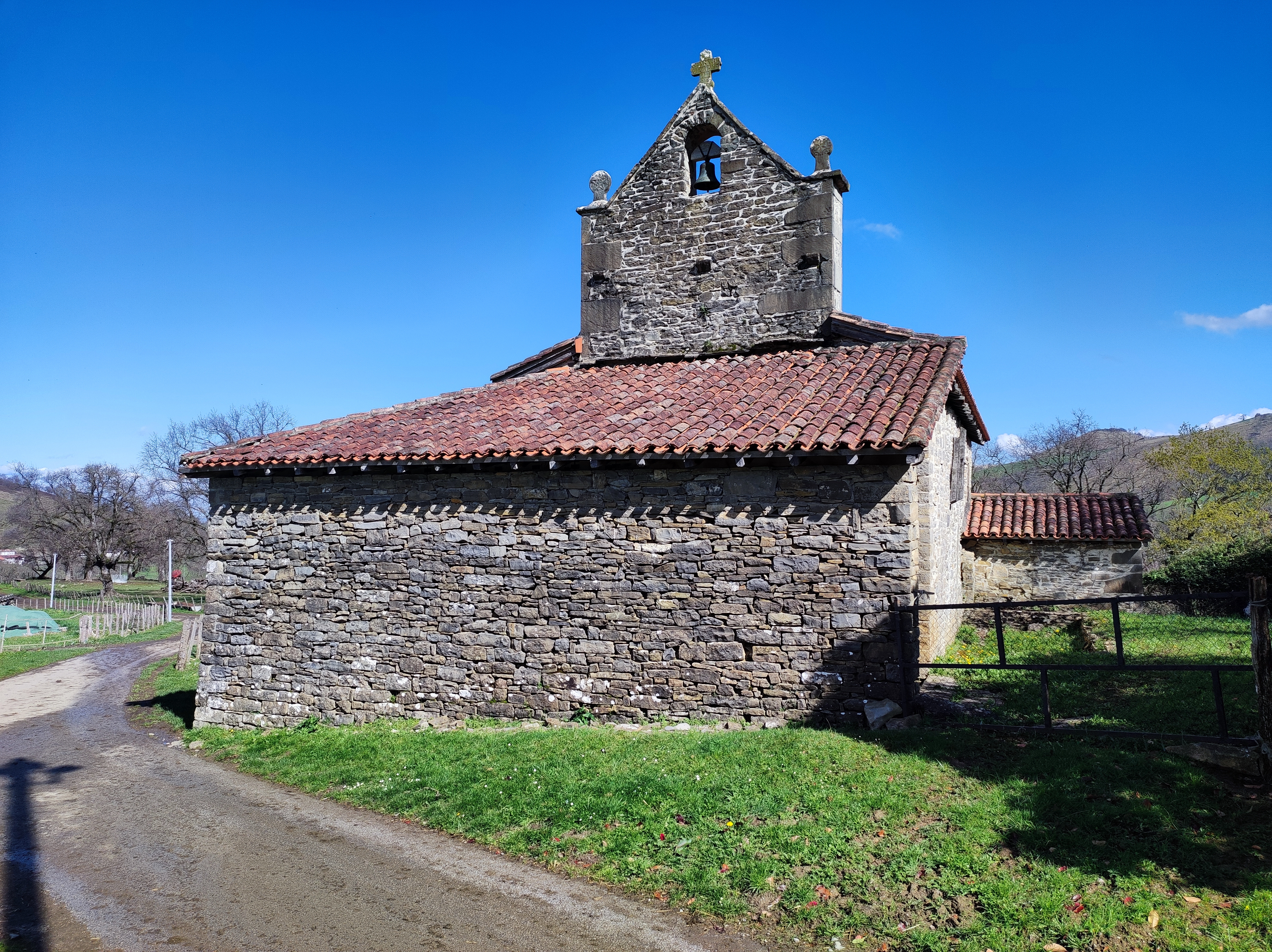
Chapelle Saint-Étienne. Le clocher trinitaire porte deux stèles.

- De nombreux tumulus protohistoriques sont répertoriés sur le territoire de la commune ou à cheval avec celles d'Ostabat-Asme, de Larceveau-Arros-Cibits et de Iholdy[72].
- La chapelle Saint-Cyprien-de-Carthage à Ascombéguy[73] a des origines remontant au XIIe siècle (S(an)c(tu)s Cip(ri)anus de ol de tasson, « Saint-Cyprien d'œuil de blaireau »[74]). Le riche décor intérieur date du XVIIe siècle[75]. Elle recèle une croix de procession répertoriée par le ministère de la Culture[76]. La chapelle et son cimetière remarquable constituent un site protégé[77].
- La chapelle Saint-Pierre de Béhaune date probablement du XIIe siècle ; elle a été modifiée aux XVe ou XVIe et XIXe siècles[78].
- La chapelle Saint-Étienne (S(an)c(tu)s steph(anu)s de mendiburue, « Saint-Étienne près de la montagne »[74]) date des XIIe, XVe, XVIe et XVIIIe siècles[79]. Le porche comporte des tombes plates et montre une stèle discoïdale comportant des mentions sculptées à l'envers.
- L'église Saint-Martin-de-Tours  date des XVIIIe et XIXe siècles. Elle a subi plusieurs campagnes de restauration au XXe siècle. Elle a remplacé une église du XIIe siècle Sanctus martinus de landebad[80].
- Des stèles discoïdales anciennes sont présentes dans les cimetières des anciennes paroisses. On note que certaines d'entre elles sont signées par un maître sculpteur bas-navarrais du XVIIe siècle[81].
- Une croix de chemin à Ascombeguy (vraisemblablement du XVIIIe siècle) comprenant à son envers une vierge et une fleur de lys[82],[83].

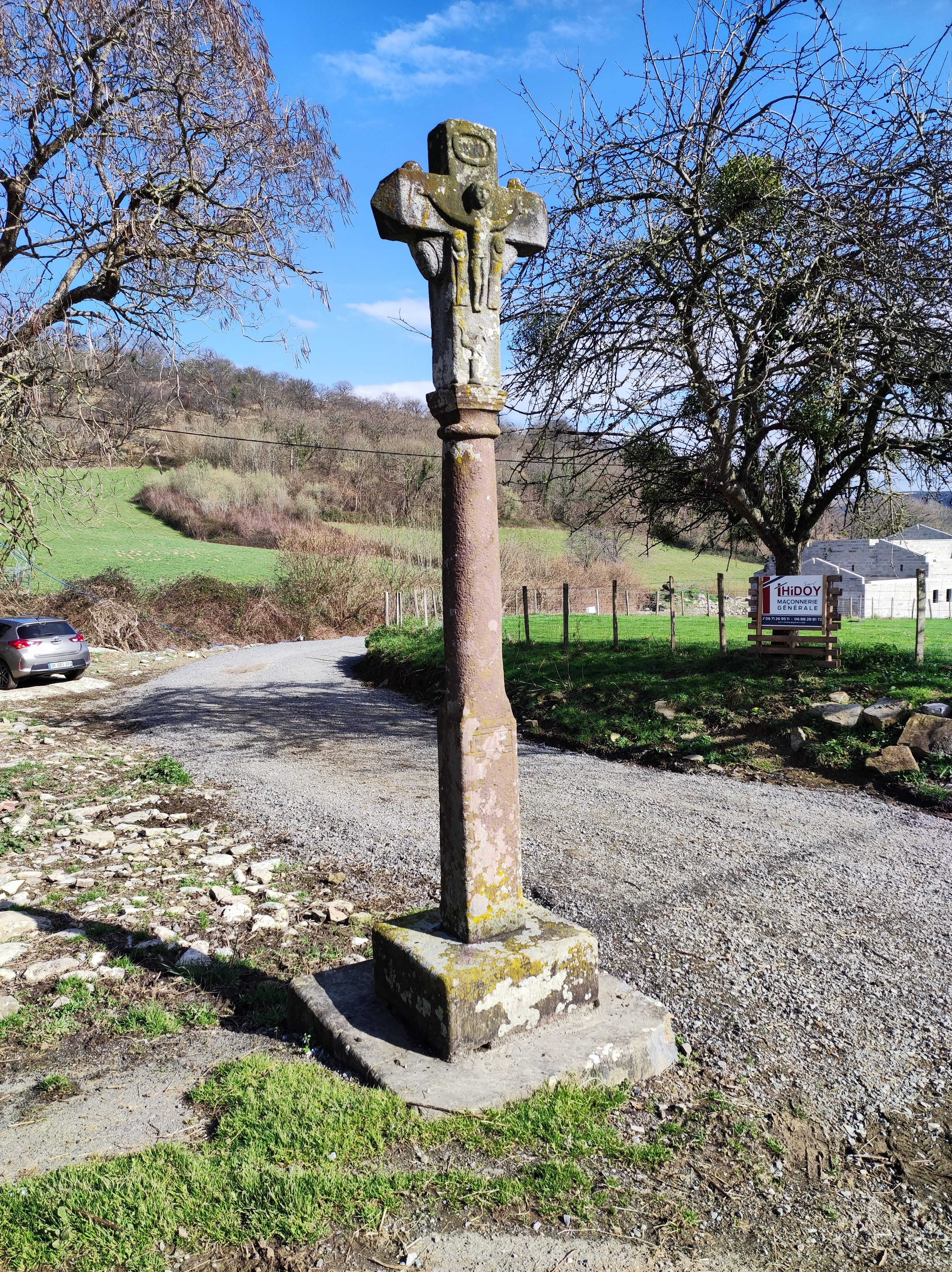
Croix de chemin à Ascombeguy[83],[82].
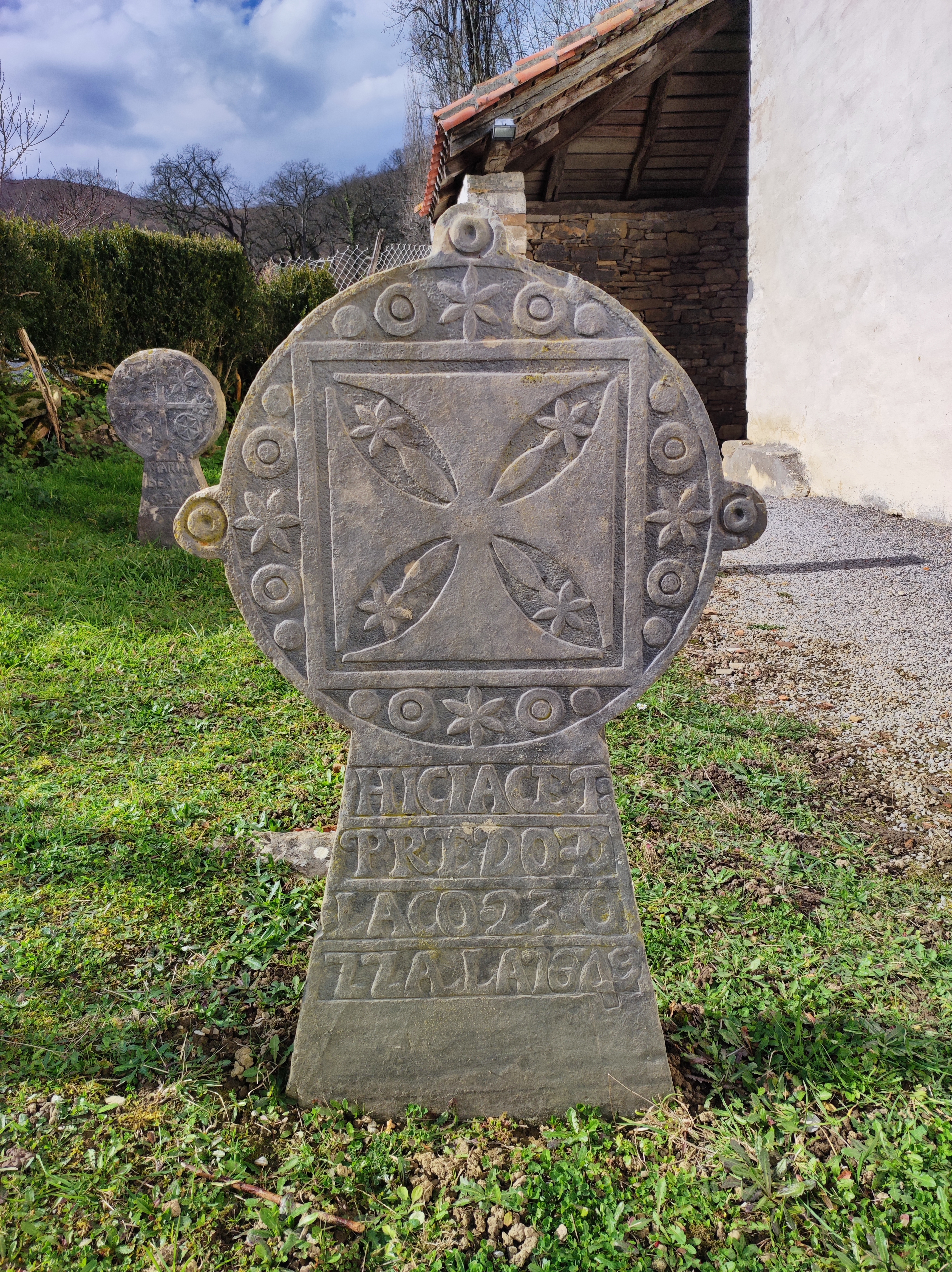
Stèle d'un maître-sculpteur à Ascombeguy (1649)[81].
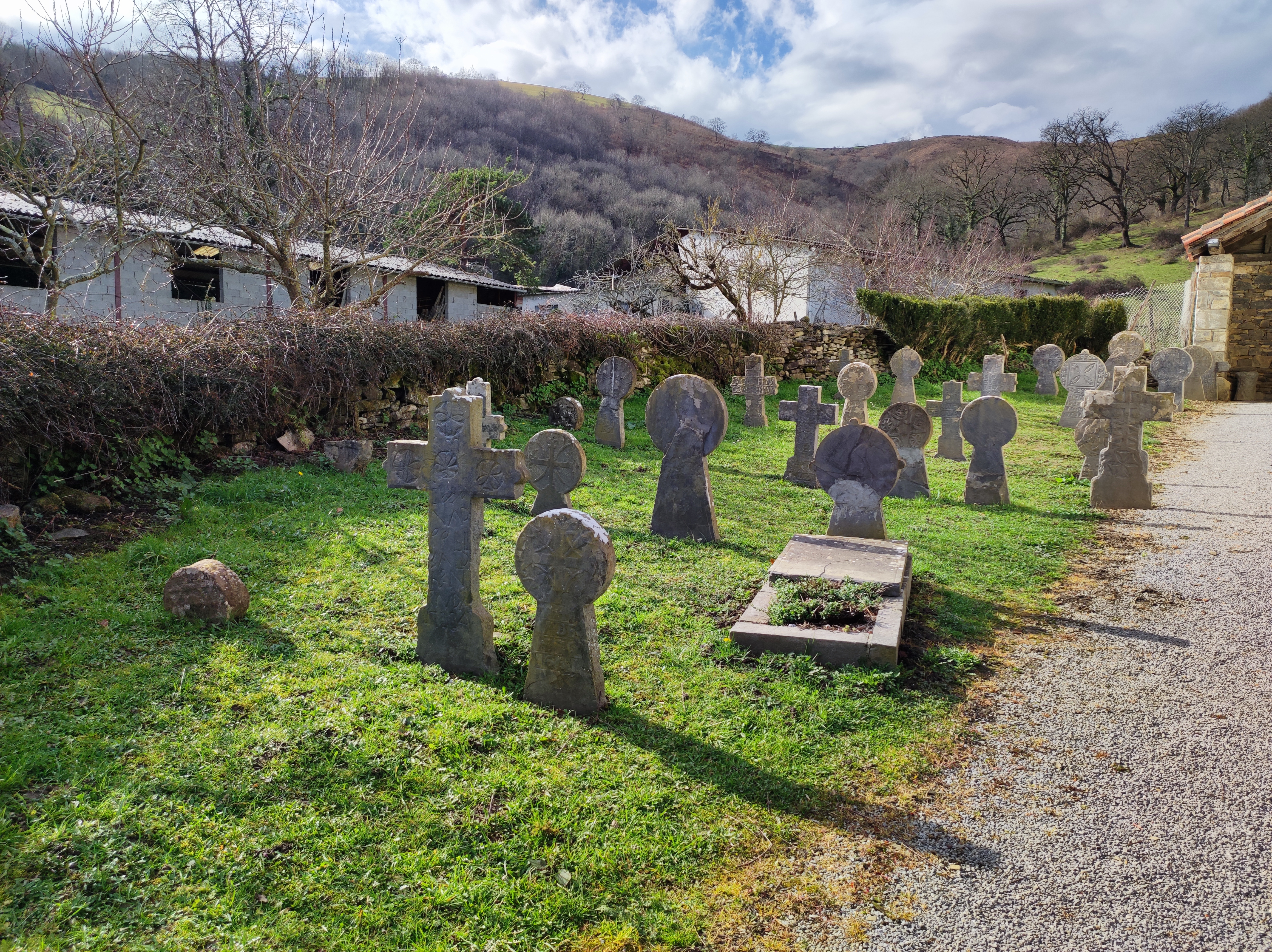
Stèles du cimetière d'Ascombeguy.
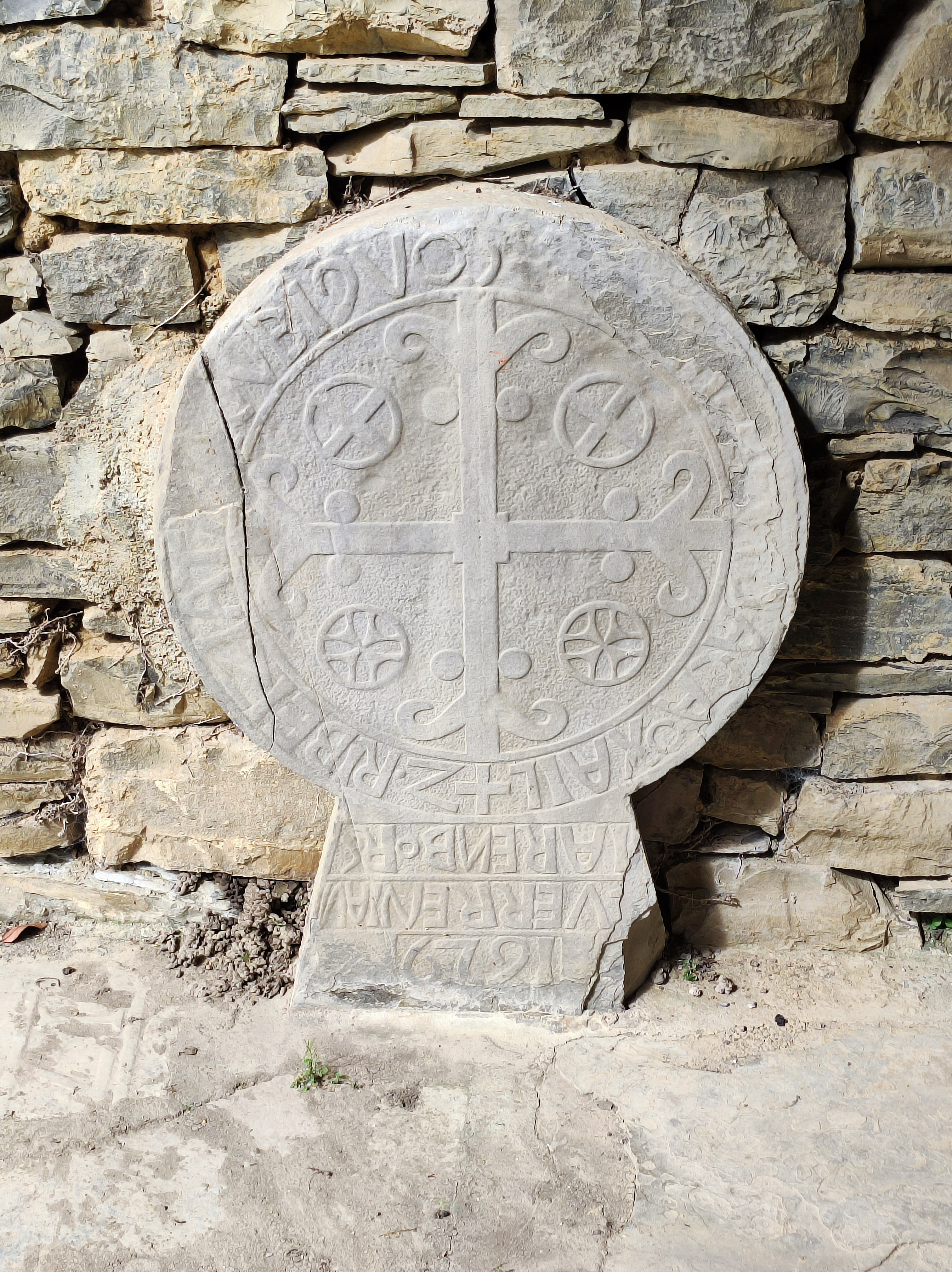
Stèle de 1629 à la chapelle Saint-Étienne comportant des lettres inversées.

## Personnalités liées à la commune
- Ramiro Sanchez de San Esteben, installé dans la maison Donosteia[67], a été le compagnon d'armes du chevalier Harambure (Aramburu) à bataille de Las Navas de Tolosa.
- Guilhem-Arnaud de Sainte-Engrâce seigneur d'Elizeira (Eliceiry, Elizèche) sera capitaine-châtelain de Saint-Jean-Pied-de-Port de 1262 à 1265[66].
- Jean d'Harambure dit le basque (1383-1430) devient seigneur d'Elizéche. Il a eu la charge de capitaine de la garde de Henri III de Navarre[84].